# Kunst kommt von Können

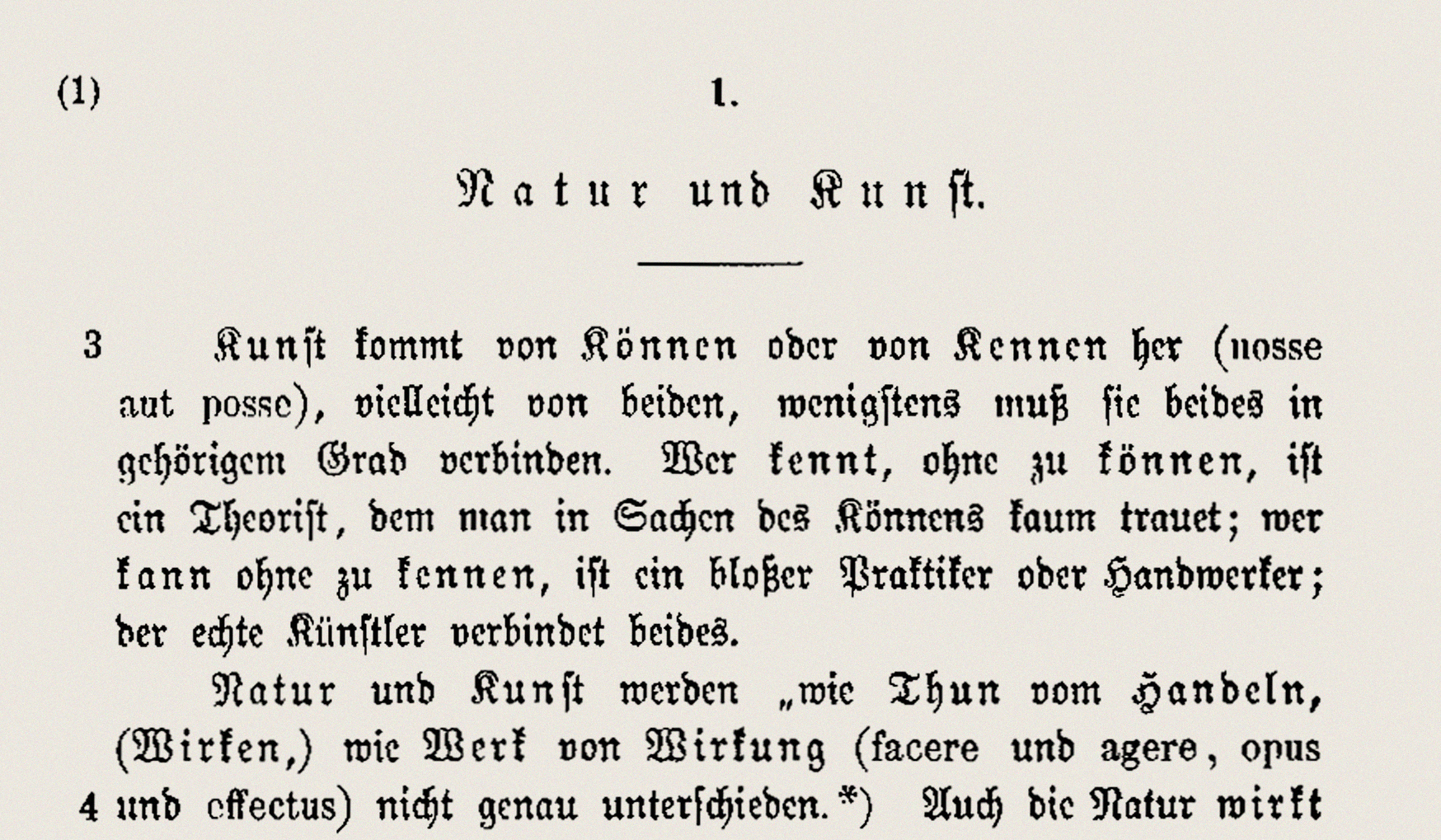
Ausschnitt aus Herders Kalligone

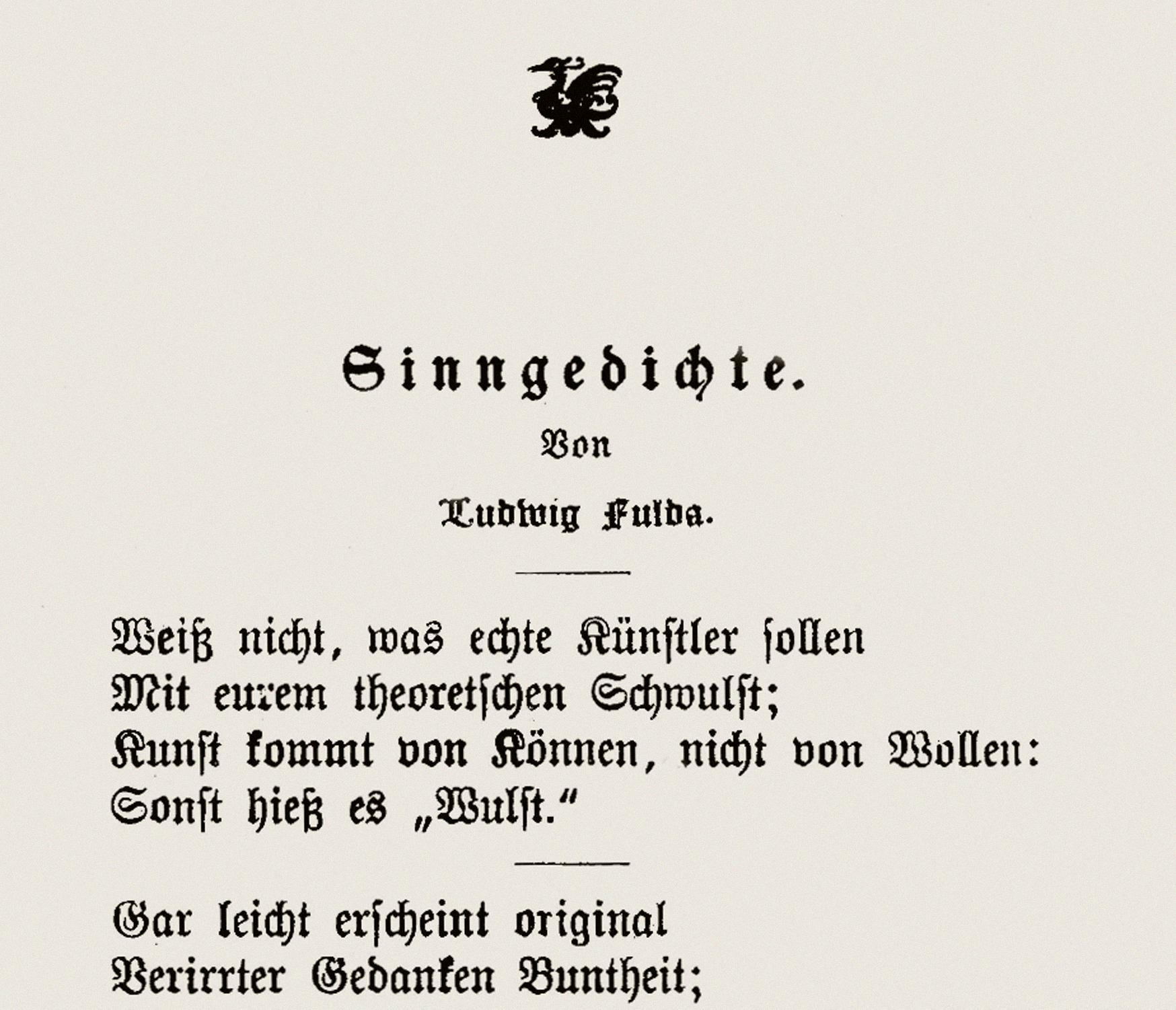
Fuldas Gedicht im Magazin für Litteratur

Kunst kommt von Können ist ein Aphorismus, eigentlich ein geflügeltes Wort, das in der Kunstdebatte häufig verwendet wird, oft als konservativ-skeptischer Kommentar gegenüber neueren Kunstrichtungen, Künstlern und Werken. In einer verbreiteten ironischen Erweiterung heißt es: Kunst kommt von Können, käme sie von Wollen, hieße sie Wulst [oder Wunst].

## Herkunft
Die Herkunft des Worts Kunst (9. Jahrhundert) von können ist etymologisch korrekt. Das zugrundeliegende kunnan bedeutete zudem „kennen, wissen“. Ursprünglich etwa „Kunstfertigkeit, Fähigkeit, Geschicklichkeit“ bezeichnend, traten im 18. Jahrhundert die heute verbreiteteren Bedeutungen „künstlerische Tätigkeit“ und Gegensatz zur Natur hinzu.
Die bewusste Formulierung „Kunst kommt von Können“ ist zuerst in Herders Kalligone aus dem Jahre 1800 belegt. Im ersten Kapitel des zweiten Teils, „Natur und Kunst“ heißt es:
Kunst kommt von Können oder Kennen her (nosse aut posse), vielleicht von beiden, wenigstens muß sie beides in gehörigem Grad verbinden. Wer kennt, ohne zu können, ist ein Theorist, dem man in Sachen des Könnens kaum trauet; wer kann ohne zu kennen, ist ein bloßer Praktiker oder Handwerker; der echte Künstler verbindet beides.
Der Satz „Kunst kommt von können, wissen“ ist in Johann Leonhard Frischs Teutsch-lateinischem Wörter-Buch von 1741 enthalten. Frisch beendete seine Einträge häufig mit einer Aussage zur Etymologie, die stereotyp die Wortfolge „kommt von“ enthielt. Das Wörterbuch war in Herders Besitz. Er benutzte es häufig; in der Metakritik von 1799, als deren Teil Kalligone geplant war, ist es zweimal genannt. Außerdem hat Herder von Frisch Begriffe übernommen. In der Metakritik soll das ungewöhnliche Verb „worten“ aus dem Wörterbuch stammen.

## Erweiterungen
Eine ironische Ergänzung geht auf den Bühnenautor Ludwig Fulda zurück. In Heft 15 des Magazins für Literatur vom 14. April 1894 schreibt er unter der Überschrift „Sinngedichte“:
Weiß nicht, was echte Künstler sollen
Mit eurem theoretischen Schwulst;
Kunst kommt von Können, nicht von Wollen:
Sonst hieß es „Wulst.“
Das Gedicht wurde danach noch mindestens zweimal veröffentlicht. In: Das Wesen der Kunst. Im Spiegel deutscher Kunstanschauung, Karlsruhe 1901, und in: Theo Schäfer (Hg.): Frankfurter Dichterbuch, Frankfurt am Main 1905.
Eine Umdeutung des Satzes nahm der Komponist Arnold Schönberg vor. In seinem im Herbst 1910 verfassten Aufsatz Probleme des Kunstunterrichts schreibt er über die innere Notwendigkeit, die ein Künstler empfindet:
Ich glaube: Kunst kommt nicht von können, sondern vom Müssen.

## Zuschreibungen
Im Laufe der Zeit verselbständigte sich die ironische Ergänzung, die ursprünglichen Autoren und Zusammenhänge wurden vergessen. In der Folge wurde sie zahlreichen sehr unterschiedlichen Personen zugeschrieben, die jedoch als Urheber auszuschließen sind, da sie 1894 zu jung beziehungsweise noch nicht geboren waren oder die Zuschreibung im Nachhinein vom Hörensagen erfolgte. Genannt werden zum Beispiel Hans Thoma, Friedrich Nietzsche, Max Liebermann, Ludwig Thoma, Karl Kraus, Friedrich Gundolf, Siegfried Jacobsohn, Hermann Groeber, Julius Schniewind, Karl Valentin und Joseph Goebbels.
Im Nationalsozialismus wurde die Redensart in den Dienst der Diffamierung „entarteter Kunst“ gestellt. So schrieb die Berliner Morgenpost am 25. Februar 1938 zur Eröffnung der gleichnamigen Ausstellung:
„Kunst kommt von Können; wenn sie von Wollen käme, müsste sie Wunst heißen.“ Wie eine Illustrierung zu diesem Wortwitz wirken die ersten Bilder, mit denen sich jetzt in Berlin die Ausstellung „Entartete Kunst“ am Königsplatz 5 den Besuchern präsentiert. Es ist wirklich Wunst, was sich uns hier entgegenwölbt. Und so sinnlos dieses Wort klingt, genau so sinnlos glotzen uns die Kleckerein an, die mit Malerei nur dem Material nach etwas zu tun haben. Es sind Gebilde aus Leinwand und Farbe, formlos und schreiend; oft ist nur der Rahmen das einzig Gestaltete an ihnen. Voller Beschämung denkt man daran, daß diese Machwerke der Primitivität und des Unverstandes einmal „Zierden“ staatlicher Museen waren. [...] Und noch größer wird die Bestürzung des Besuchers, wenn er entdeckt, dass die Namen dieser Kunststümper noch in seinen Erinnerungen leben. Wie stark müssen sie uns einmal von ihren Anbetern eingehämmert worden sein, wenn wir heute noch wissen, wer Otto Dix und Paul Klee, Kokoschka und Nolde war. […] Die Formlosigkeit – sie ist das auch politisch angestrebte Chaos, die Sinnlosigkeit der Motive – sie verkörpert die mit künstlerischen Mitteln unterstützte Volksverdummung, die Disharmonie der Farben – was bezweckt die anders, als den angeborenen Schönheitssinn des deutschen Menschen zu ertöten?

## Varianten
Abgeleitet vom herderschen bzw. fuldaschen Aphorismus wurden Varianten geprägt, teils ironisch, teils den Kunstbegriff anders akzentuierend. Johann Nestroy zugeschrieben wird „Kunst kommt von Können, und wenn man’s kann, ist es keine Kunst“ oder auch „Kunst ist, wenn man’s nicht kann, denn wenn man’s kann, ist’s keine Kunst.“ Otto Matthäus Zykan komponierte 1980 die Oper Kunst kommt von Gönnen.
Auf den gemeinsamen Wortstamm von Kunst, können, kennen und künden beruft sich die Formulierung „Kunst kommt von Künden“ und drückt damit den Primat der Botschaft gegenüber der Fertigkeit aus. Zuerst dokumentiert ist sie im Unterrichtsbuch (ohne Jahrgang) des Grafikers und Lehrers an der Hildesheimer Kunstgewerbeschule Fritz Röhrs (* Hildesheim 1896; † 14. Februar 1959 ebenda):
„Kunst kommt von Künden, Kunde geben, etwas verkünden, erklären, deutlich machen, d. h. deuten [...] Die Gabe zu künden und dazu handwerkliches Können machen den Künstler aus.“
Zugeschrieben wird „Kunst kommt von Künden“ auch Georg Meistermann und Joseph Beuys, beide Schüler von Ewald Mataré. Der Künstler Otmar Alt hat „Kunst kommt von Künden“ zu seinem Motto gemacht, in einer anderen Formulierung „Kunst heißt: ein Zeichen setzen“.

## Einzelbelege
1. ↑  Etymologisches Wörterbuch der deutschen Sprache/Kluge. 24. Auflage, De Gruyter, Berlin, New York 2002
2. ↑  Johann Leonhard Frisch: Teutsch-Lateinisches Wörterbuch. Band 1, Berlin 1741, S. 558 s. v. Kunst-Wort, online
3. ↑  Bibliotheca Herderiana. Weimar 1804, S. 242, Nr. 5036, in der Forschungsliteratur abgekürzt „BH 5036“
4. ↑  Bernhard Suphan: Einleitung. In: Johann Gottfried von Herder: Sämtliche Werke. Band 21, Berlin 1882, S. V
5. ↑  Johann Gottfried von Herder: Werke in zehn Bänden. Band 8, Frankfurt am Main 1998, S. 414, 502
6. ↑  Johann Gottfried von Herder: Werke in zehn Bänden. Band 8, Frankfurt am Main 1998, S. 1157, sowie Johann Gottfried von Herder: Sämtliche Werke. Band 21, Berlin 1882, S. 341
7. ↑  Musikalisches Taschenbuch Jg. 2 (1911) [= Illustrierter Kalender für Musikstudierende und Freunde der Tonkunst] S. 22–27 — (Seite nicht mehr abrufbar. Suche in Webarchiven)
8. ↑  Über Kunst... | Rhetorik Netz. Abgerufen am 15. November 2022.
9. ↑  Uwe Fleckner: Angriff auf die Avantgarde: Kunst und Kunstpolitik im Nationalsozialismus, Seite 104. Akademie Verlag, 2007, ISBN 978-3-05-004062-2.
10. ↑  Das Unterrichtsbuch. Typoskript, Hildesheim ohne Jahrgang. Zitiert nach: Deutsche Kunst 1933–1945 in Braunschweig. Kunst im Nationalsozialismus (Ausstellungskatalog). Georg Olms Verlag, 2000. ISBN 978-3-487-10914-5.
11. ↑  Ausstellungseröffnung Kubus 66, 2004 (PDF; 42 kB)
12. ↑  Website von Otmar Alt (Memento vom 8. Februar 2009 im Internet Archive)